# Беляев, Александр Семёнович
Александр Семёнович Беляев — российский учёный (теоретическая физика элементарных частиц и космология).

## Биография
Родился 13 сентября 1967.
Окончил МГУ (1993) и его аспирантуру (1996). Кандидат физико-математических наук (1996, тема диссертации «Теоретическое моделирование некоторых фундаментальных процессов на коллайдерах нового поколения»).
Профессор Университета Саутгемптона с 2014 года.
Послужной список:
- февраль 1993 — декабрь 1995 — младший научный сотрудник Института ядерной физики им. Скобельцына
- 1994—1997 — Fermilab, прикомандирован от МГУ
- сентябрь 1997 — сентябрь 1999 — исследователь, Институт теоретической физики, Сан-Паоло, Бразилия
- сентябрь 1999 — август 2000 — научный сотрудник ЦЕРН
- декабрь 2000 — сентябрь 2004 — исследователь, Университет Флориды, США
- сентябрь 2004 — июль 2007 — исследователь, Мичиганский университет, США
- июль 2007 — март 2012 — лектор, Университет Саутгемптона (Великобритания)
- март 2012 — июль 2014 — доцент, Университет Саутгемптона (Великобритания)
- с июля 2014 там же — полный профессор, факультет физики и прикладных наук.

## Научные труды
Соавтор книг:
- CMS Technical Proposal. CERN Geneva, Switzerland, ISBN 9789290830689, 1994, 254 с.
- «The Basics of Nuclear and Particle Physics», Alexander Belyaev, Douglas Ross, 9 ноября 2021, Springer, ISBN 3030801152, 428 с

На 17 декабря 2021 автор (соавтор) 1367 статей, 2 книг, 76 докладов на конференциях.
Количество цитирований статей по данным Scopus: 63919. На июнь 2021 года индекс Хирша — 114.